# Molí de la Farina
El Molí de Mas de Bondia, Molí del Perelló o Molí de la Farina és un molí fariner del nucli de Mas de Bondia al municipi de Montornès de Segarra (Segarra) inclòs a l'Inventari del Patrimoni Arquitectònic de Catalunya.

## Descripció
Es tracta d'un antic molí fariner que rebia l'aigua del riu Cercavins i del Torrent de les Carlanes, dos afluents del riu Ondara. Actualment s'ha adaptat com habitatge en el seu antic lloc. No es conserva l'estructura o les peces de l'antic molí, tampoc es pot situar la bassa d'aigua. L'actual habitatge està reformat i adaptat com a habitatge, amb dependències annexes que eren emprades com a corral. La teulada és a un vessant.